# Luis Enrique Erro Soler
Luís Enrique Erro Soler (Cidade de México, 7 de janeiro de 1897 - Cidade de México, 18 de janeiro de 1955) foi um astrônomo, político e reformador educacional mexicano. Filho de emigrantes espanhois Luis Erro y Filomena Soler de Erro, foi uma figura importante na criação do Instituto Politécnico Nacional e do Instituto Nacional de Astrofísica. Em sua homenagem seu nome foi imortalizado no Planetário Luis Enrique Erro e na cratera lunar Erro.